# Коврай (Гельмязівська сільська громада)
Ковра́й — село в Україні, у Золотоніському районі Черкаської області. Входить до складу Гельмязівської сільської громади. Населення — 851 чоловік.
Село розташоване на річці Ковраєць, за 36 км на північний захід від районного центру — міста Золотоноша, і за 22 км від залізничної станції Гладківщина.

## Історія
Село виникло у першій чверті XVIII століття. Його заснував переяславський полковник Степан Томара, купивши землі в Гельмязівській сотні. Спершу Коврай був невеликий. У 1731 році Василь Томара володів тут лише 35 дворами.
Степан Томара народився 1719 року в родині Василя Степановича Томари (1694-1736). Згодом став дідичем, успадкувавши від батька та діда Стефана Томари село Каврай (тепер Коврай Гельмязівської сільської громади Золотоніського району Черкаської області), "...а оиими населено на купленних в давних годах от разних обитателей грунтах...".
З 1753  по 1759 рік (з перервою) у Ковраї жив філософ-просвітитель Григорій Сковорода. Тут він написав низку віршів до своєї славнозвісної збірки «Сад божественних пісень», заклав основи своїх філософської та педагогічної систем. У селі встановлено погруддя мислителя, відкрито меморіальну дошку, прикріплену до будівлі школи, в 1972 році закладено природничо-історичний комплекс «Пам'ятка садово-паркового мистецтва ім. Г. С. Сковороди» площею 14,3 га. Зберігся погріб часів Сковороди на території колишнього маєтку Томари.
У 1874 році відкрито земську початкову школу. У 1923 році на базі чотирирічної земської і трирічної парафіяльної шкіл створено семирічку.
Станом на 1922 рік в селі було 520 господарств, 2484 мешканці.
У 1928 році, під час примусової колективізації, створено ТСОЗ, організаторами та керівниками якого стали М. Ю. Москаленко та І. П. Різник.
Під час Голодомору 1932—1933 років в селі померло близько 300 осіб.
У роки радянсько-німецької війни, під час окупації, 26 активістів було розстріляно в гестапо, багато юнаків та дівчат вивезено на каторгу до Німеччини. 532 односельці брали участь у війні на боці СРСР, 160 нагороджені бойовими орденами і медалями, 275 загинуло. Їхні імена викарбувано на обеліску Слави, встановленому в центрі села в 1960 році.
Після відвоювання села відродилися колгоспи «Дружба» в селі Коврай та ім. Шевченка на хуторі Леонівщина, які в 1965 році об'єдналися в один колгосп «Слава». За колгоспом було закріплено 4,5 тисяч га сільськогосподарських угідь, у тому числі 4,3 тисячі га орної землі. Господарство вирощувало зернові культури, було розвинуте тваринництво.
З 1958 року в селі діяла восьмирічна школа, з 1990 року — середня. З січня 2003 року середню школу реорганізовано в навчально-виховний комплекс «Коврайська ЗОШ I—III ступенів — дошкільний заклад». З 2013 р. — «Коврайський навчально-виховний комплекс „загальноосвітня школа І-ІІІ ступенів“ ім. Г. С. Сковороди», де в 11 класах навчаються 85 учнів. Директор школи — Різник Л. Л.
Станом на 1972 рік в селі мешкало 2076 чоловік, працювали клуб на 150 місць, бібліотека з фондом 19,5 тисяч книг, пологовий будинок, фельдшерсько-акушерський пункт, дитячі ясла.

## Сучасність
В селі працюють фельдшерсько-акушерський пункт, поштове відділення Ощадного банку, Будинок культури, дві сільські бібліотеки.

## Пам'ятки
- Природно-історичний комплекс Г. О. Сковороди

## Відомі люди
В селі народилися:
- О. Варнак — поет і громадський діяч;,
- Михновський Дмитро Константинович (1902-1984) - вчений- генетик у галузі вивчарства, талановитий викладач вищої шкои.
- А. Бондар — Герой Соціалістичної Праці.

## Галерея

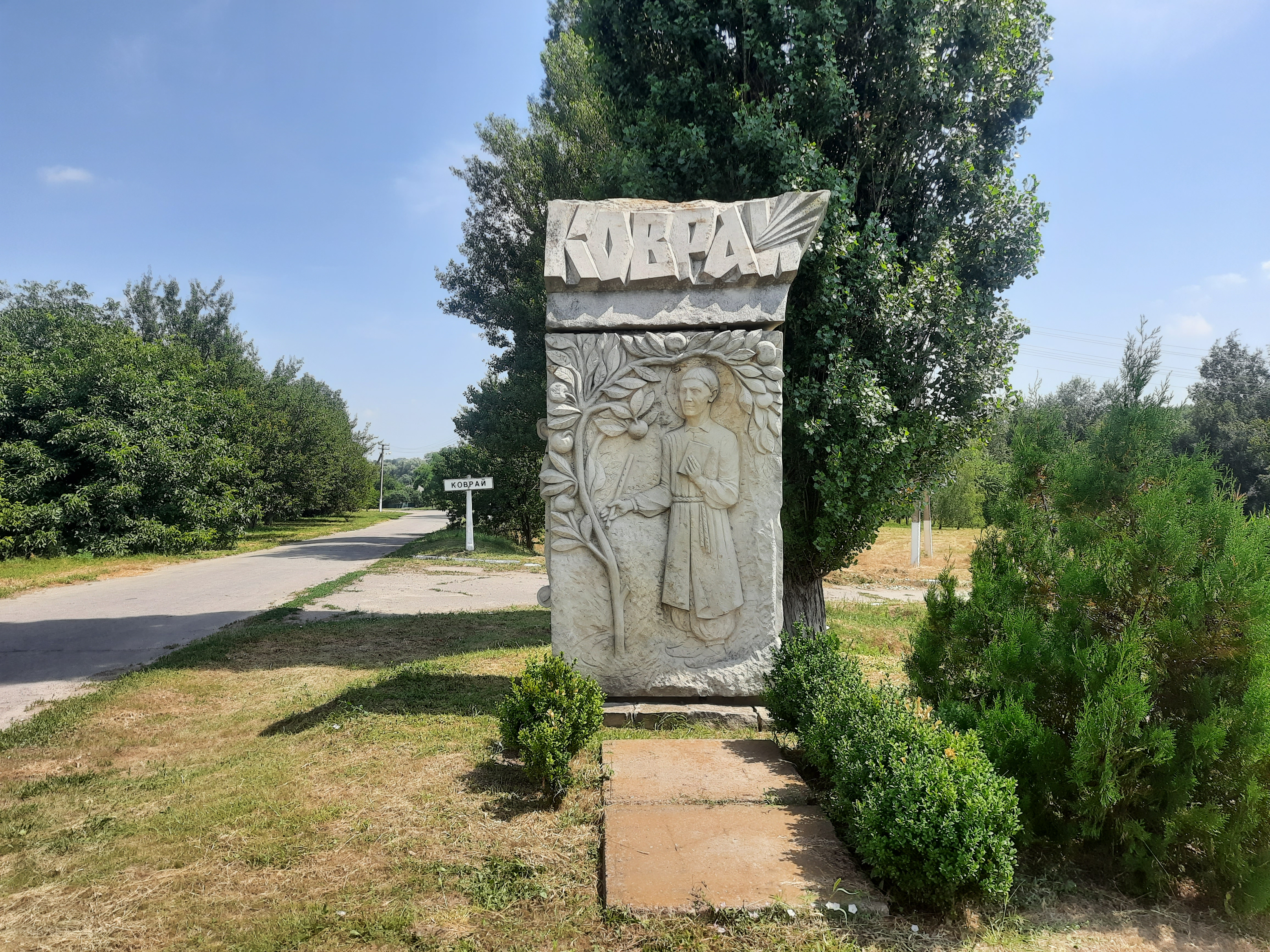
В'їзд у село Коврай
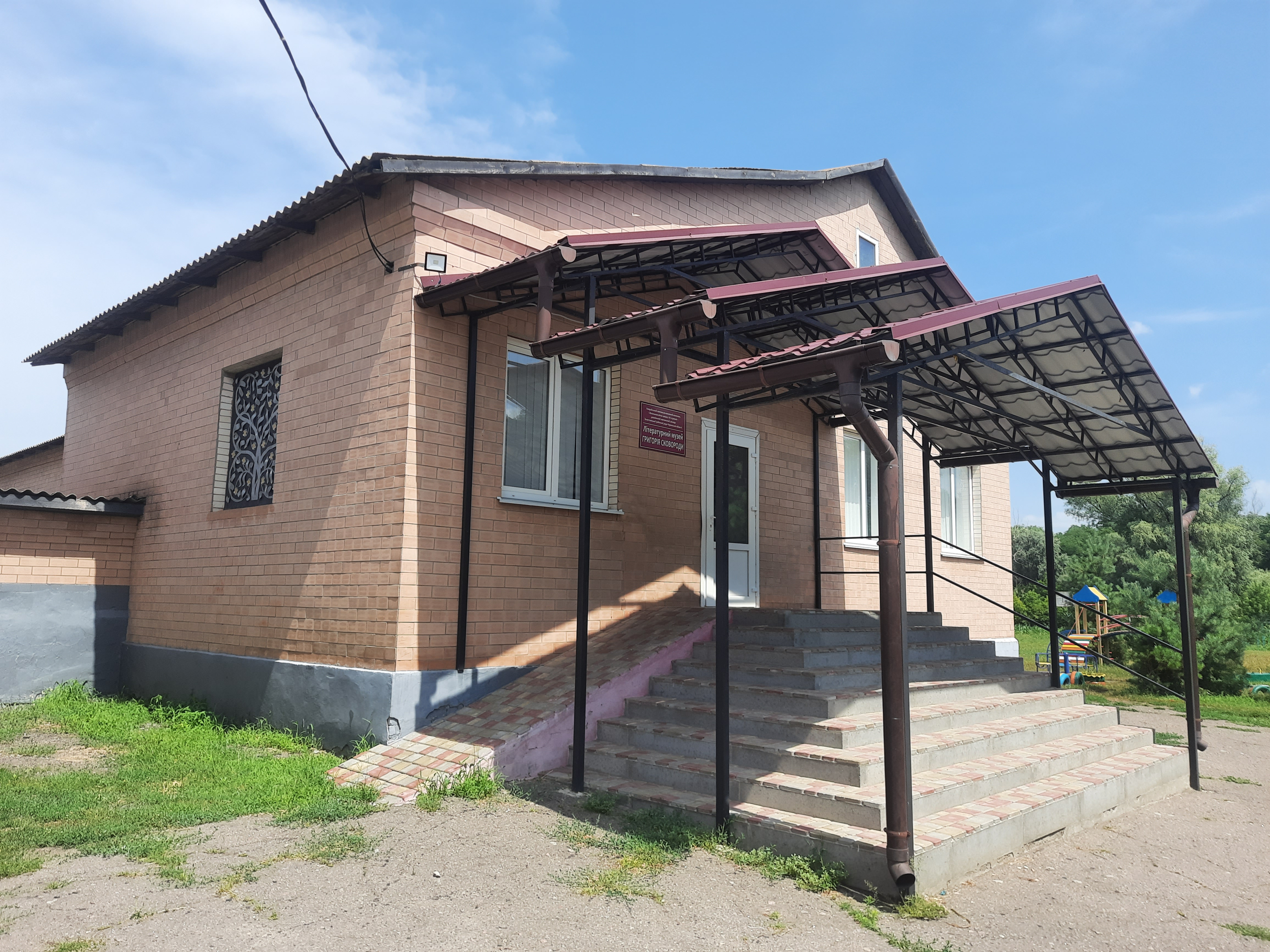
Літературний музей Григорія Сковороди
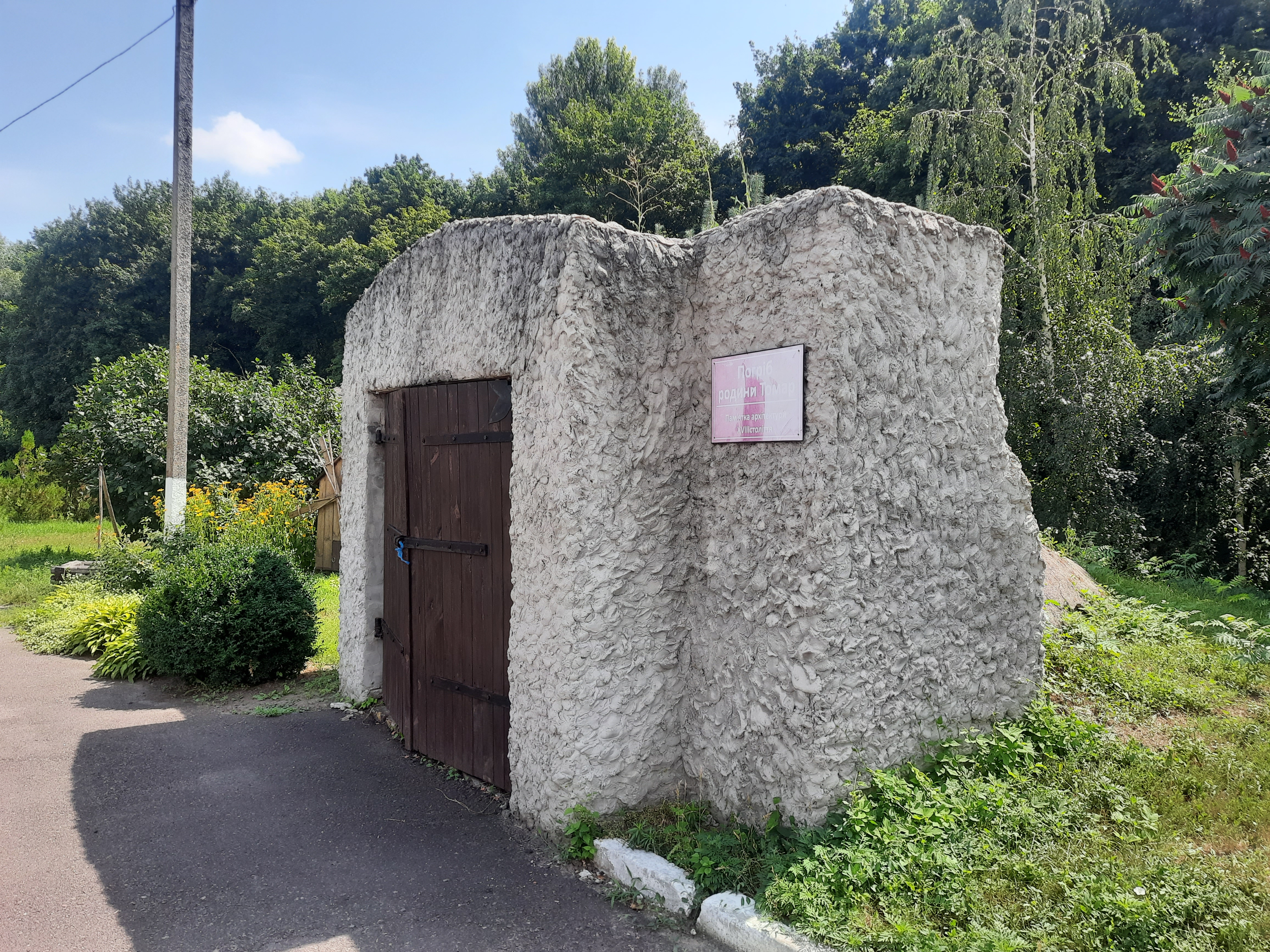
Льох родини Томар 18ст
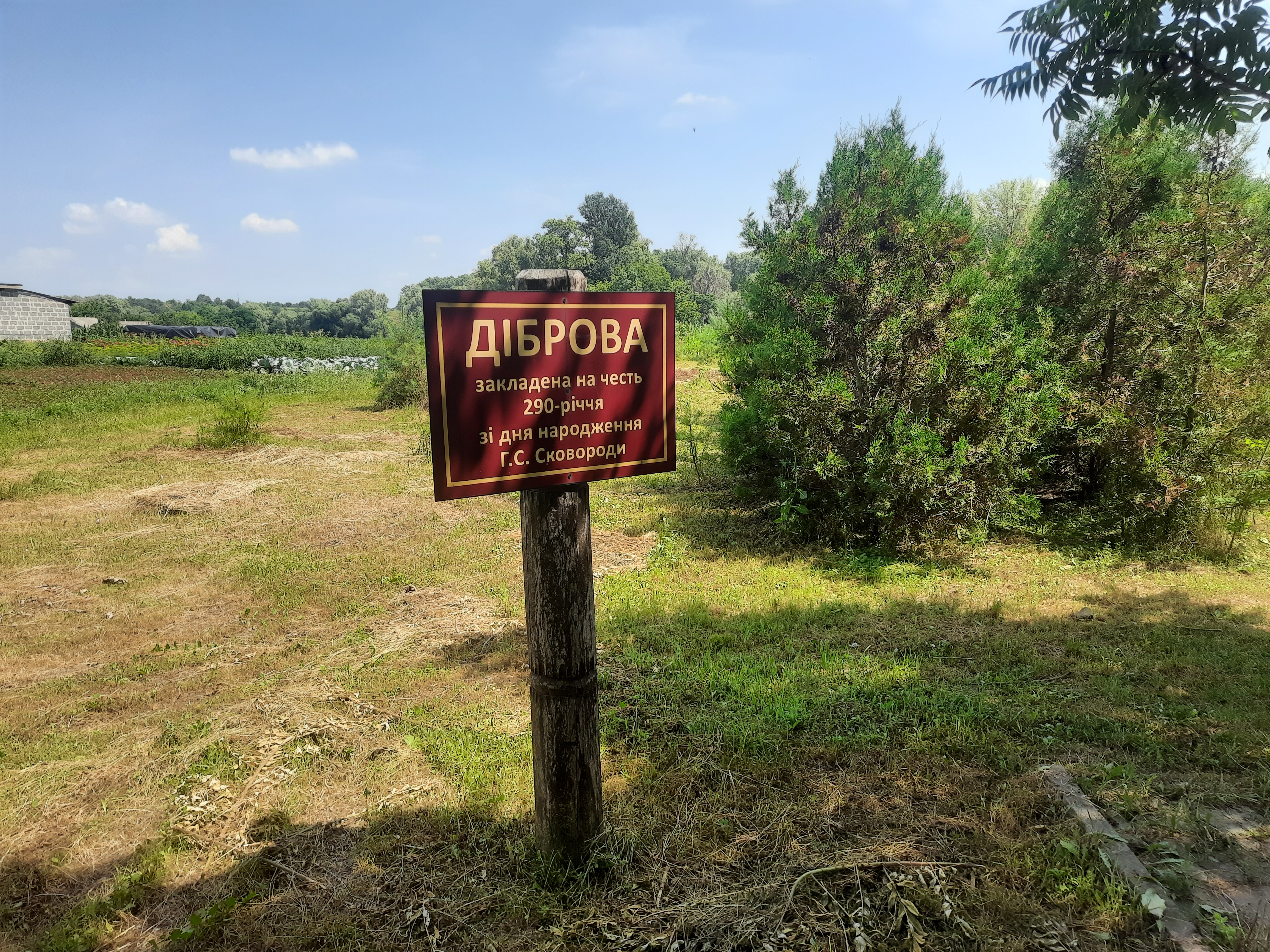
Діброва закладена до 290-річчя з дня народження Г.С.Сковороди
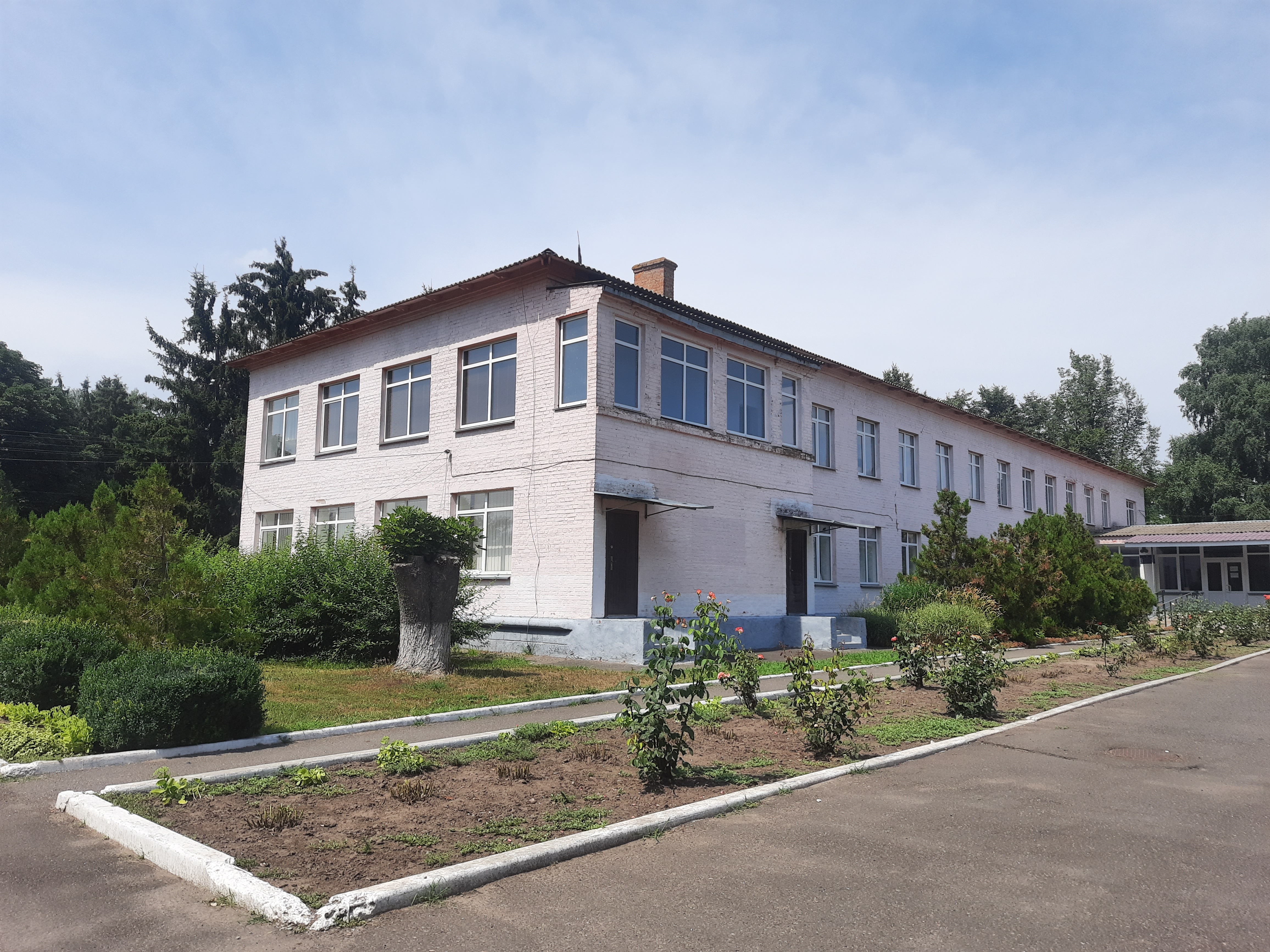
Школа
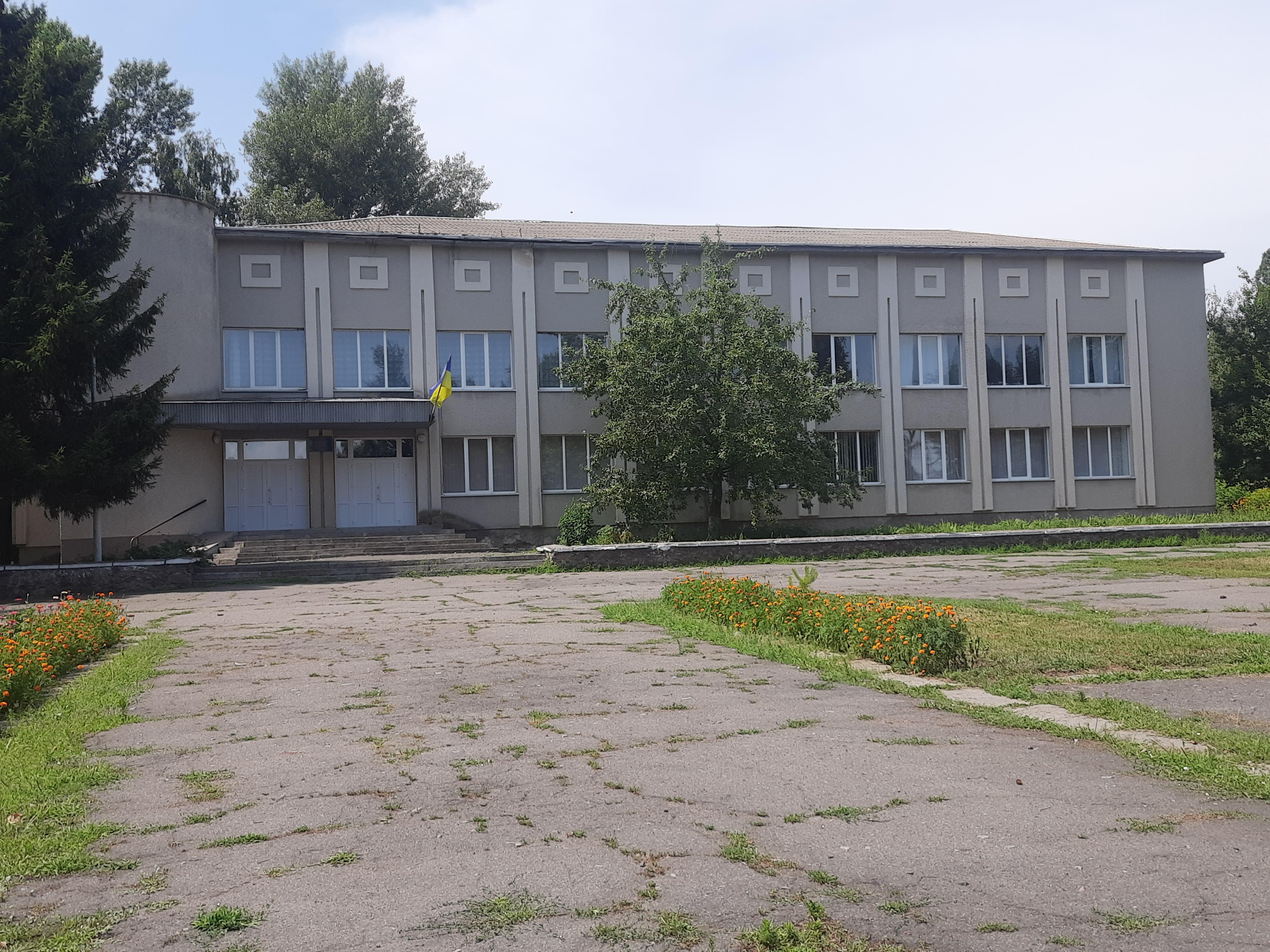
Будинок культури
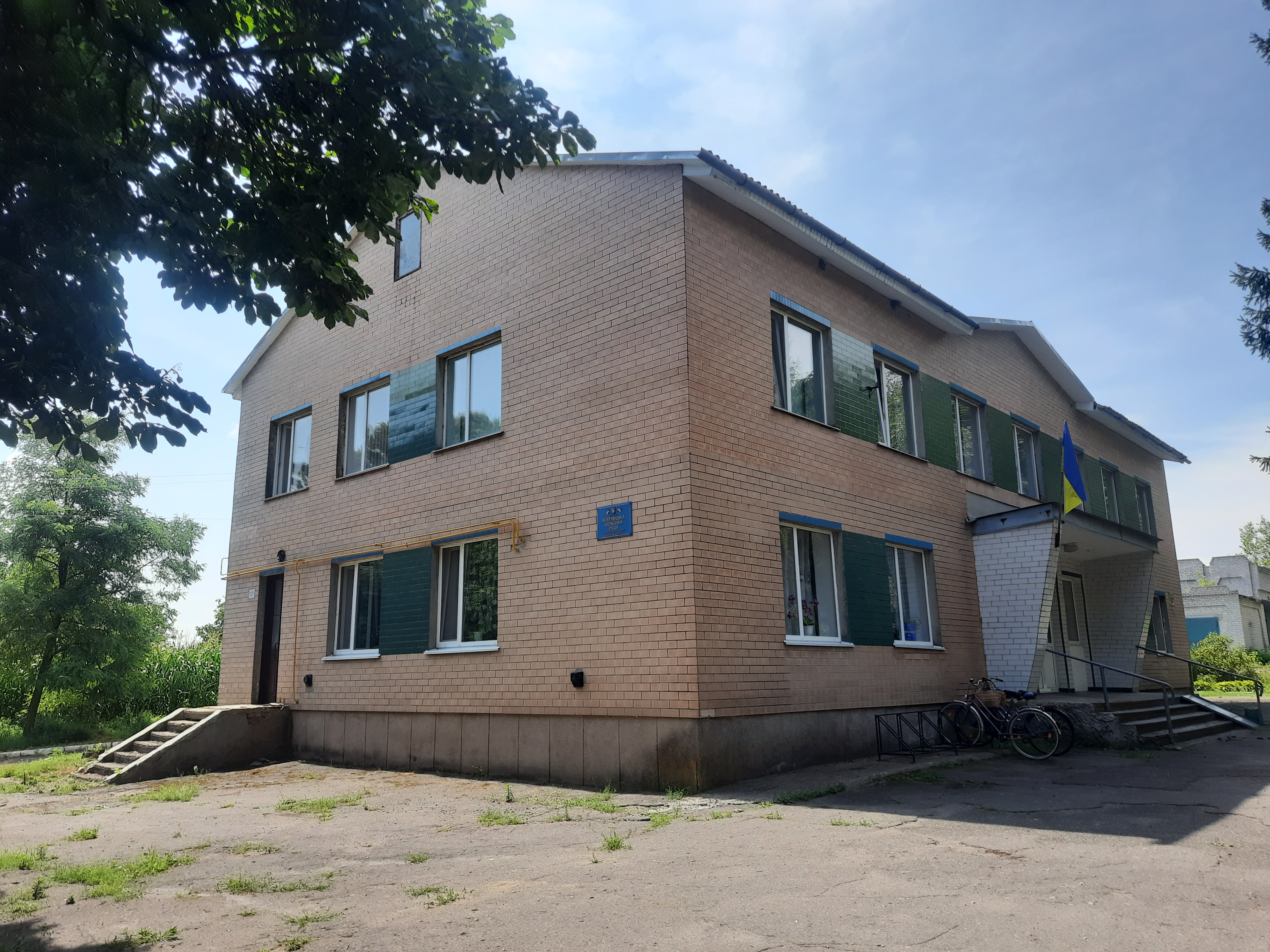
Старостат
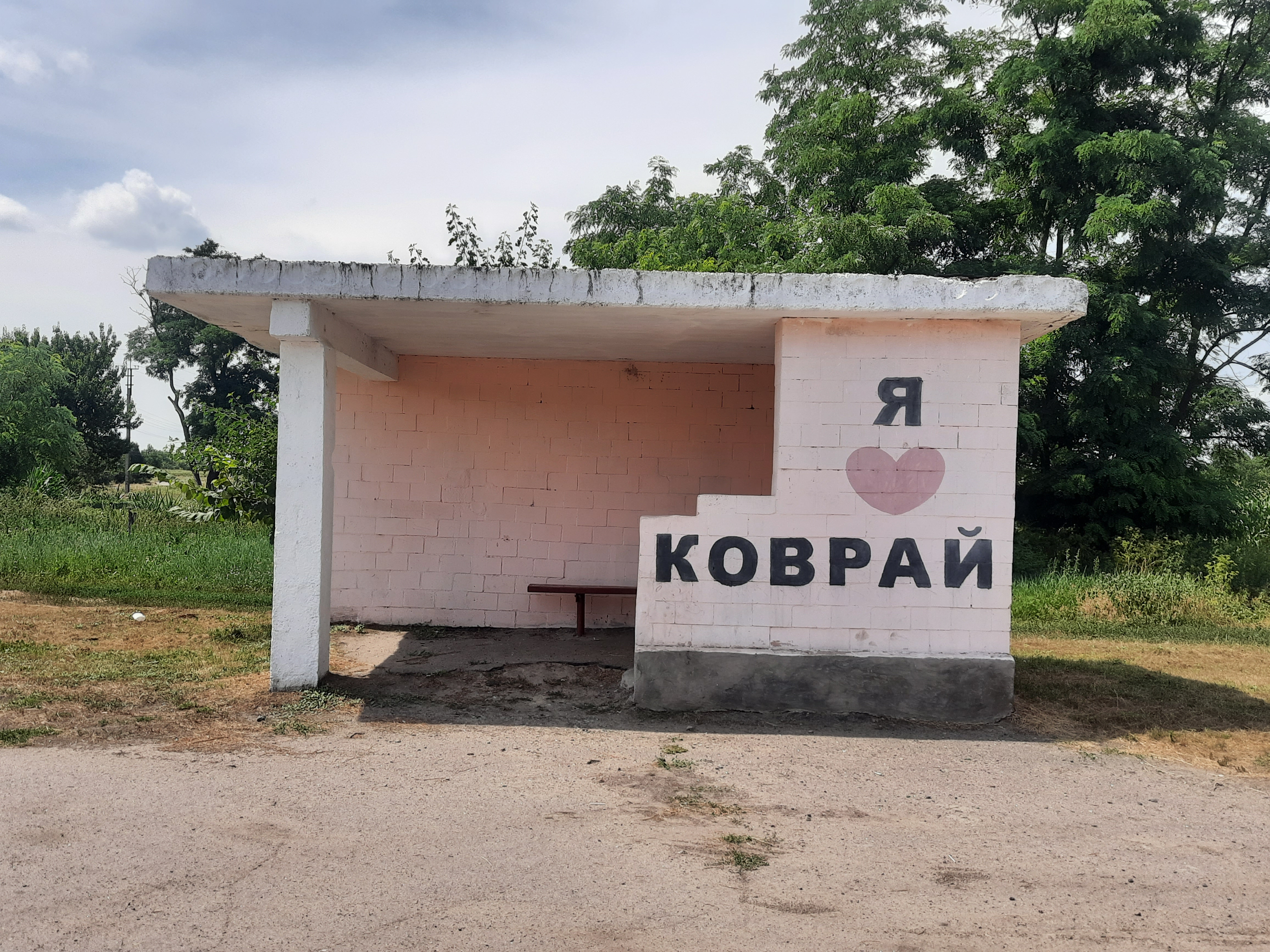
Автобусна зупинка

### Ресурси інтернету
- Інформація про село на who-is-who.com.ua [Архівовано 11 Липня 2020 у Wayback Machine.]
- Інформація про село на www.kovray.com